# Spin (časopis)
Spin byl americký hudební časopis. Založil jej v roce 1985 Bob Guccione, Jr. Časopis se ve fyzické podobě přestal prodávat v roce 2012, avšak zůstal aktivní jako e-zin. Již na počátku byl časopis známý svým širokým zaměřením, zabýval se univerzitním rockem, stejně jako právě se rozšiřujícím hip hopem. Na titulních stranách magazín uváděl méně známé, nové interprety (Run-D.M.C., Eurythmics, Beastie Boys). Roku 1995 vydal časopis rozsáhlou knihu Spin Alternative Record Guide.